# Marco Androni
Marco Androni (Padova, 5 settembre 1986) è un ex giocatore di calcio a 5 italiano.

## Carriera
Cresciuto nel settore giovanile del Calcio Padova, esordisce nella Serie A di calcio a 5 ad appena 16 anni con la maglia del Petrarca. Nel biennio seguente, giocato in Serie A2, Androni guadagna gradualmente il posto di titolare, meritandosi la convocazione nella nazionale under-21. Nel luglio del 2005 il portiere si trasferisce al Cadoneghe; con i rossoblu gioca per tre stagioni in Serie A2 finché nel 2008 la società, entrata nell'orbita della Marca, è costretta a ripartire dalla Serie C2. Rimasto svincolato, l'estremo difensore si accorda con il Carmenta in Serie B, vincendo nella stagione seguente il proprio girone e risultando il portiere meno battuto dell'intero campionato. Il positivo biennio a Carmignano di Brenta convince il Venezia a puntare su di lui. Con i lagunari Androni centra immediatamente l'accoppiata campionato-Coppa Italia di Serie A2, conquistando la promozione nella massima serie. Durante questa stagione vi è l'esordio con la nazionale maggiore, avvenuto in occasione dell'amichevole vinta dagli azzurri per 13-1 contro la Cina
. A nove anni dal debutto, nel 2011 il portiere torna quindi a giocare in Serie A, difendendo la porta del Venezia che raggiunge la salvezza superando nei play-out il Fiumicino. Le difficoltà economiche della società compromettono irrimediabilmente la stagione 2012-13: a febbraio vi è la risoluzione anticipata del contratto dei migliori giocatori, tra i quali Androni. Negli ultimi campionati il portiere ha giocato nella Serie C1 del Veneto, indossando le maglie di Atletico Lissaro, Miane, Padova e Vicinalis, con quest'ultima vincendo il campionato di Serie C1 nel 2015-16.

## Palmarès
- Campionato di Serie A2: 1

Venezia: 2010-11
- Coppa Italia di Serie A2: 1

Venezia: 2010-11
- Campionato di Serie B: 1

Carmenta: 2009-10